# بابلو فيتي
بابلو فيتي (بالإسبانية: Pablo Vitti)‏ (9 يوليو 1985 بروساريو في الأرجنتين - ) هو لاعب كرة قدم أرجنتيني في مركز الوسط. شارك مع منتخب الأرجنتين تحت 20 سنة لكرة القدم. أما مع النوادي، فقد لعب مع الجامعي دي بيرو وإنديبندينتي وبانفيلد وتشورنومورتس أوديسا وتيغري وروزاريو سنترال ونادي أبويل ونادي تورونتو وليجا دي كويتو ونادي راتشابوري ميتر فول وClub Deportivo Universidad de San Martín de Porres ‏ ونادي كيريتارو ونادي أتليتكو للبنين ‏ وسان مارتين دي سان خوان.

## وصلات خارجية
- بابلو فيتي على موقع الاتحاد الدولي (مؤرشف)  (الإنجليزية)
- بابلو فيتي على موقع اتحاد أوكرانيا (الإنجليزية)
- بابلو فيتي على موقع الدوري الأمريكي (الإنجليزية)
- بابلو فيتي على موقع قاعدة بيانات كرة القدم.إي يو (الإنجليزية)
- بابلو فيتي على موقع Soccerway.com (الإنجليزية)
- بابلو فيتي على موقع عالم كرة القدم.نت (الإنجليزية)